# 四国汽船
四国汽船株式会社（しこくきせん）は、香川県香川郡直島町に本社を持つ海運会社。瀬戸内海の直島へ向かうフェリーおよび高速船を運航している。
2025年4月から岡山県に本社を置く両備グループの完全子会社となった。
長年直島の生活航路を担っており、他社から移籍した中古船が中心であったが、直島がアートの島として世界的観光地になると「アートな船旅」をキャッチフレーズにし、就航船を新造船で揃えるなどかつての姿とは大きく異なっている。関連会社として宇野と豊島・小豆島を結ぶ小豆島豊島フェリーがあったが、2014年6月に四国フェリー系列へ移った。
なお、同じ高松市に本社を置く四国フェリーとは社名、運航地域が似ているが別の会社である。

## 航路

### フェリー
- 宇野港 - 直島（宮浦）

所要20分。1日13往復を運航、「あさひ」「なおしま」が就航する。
- 高松港 - 直島（宮浦）

所要50分（直島行）、60分（高松行）。1日5往復を運航、「あさひ」「なおしま」が就航する。
- 宇野港 - 直島（風戸）

所要15分、1日8往復を運航、「せと」が就航する。
車なしの徒歩、二輪車、自転車での利用は不可（2012年5月31日までこの航路と並行して運航していた津国汽船も同様だった）。日曜・祝日運休。1往復は危険物車両優先便。

### 旅客船

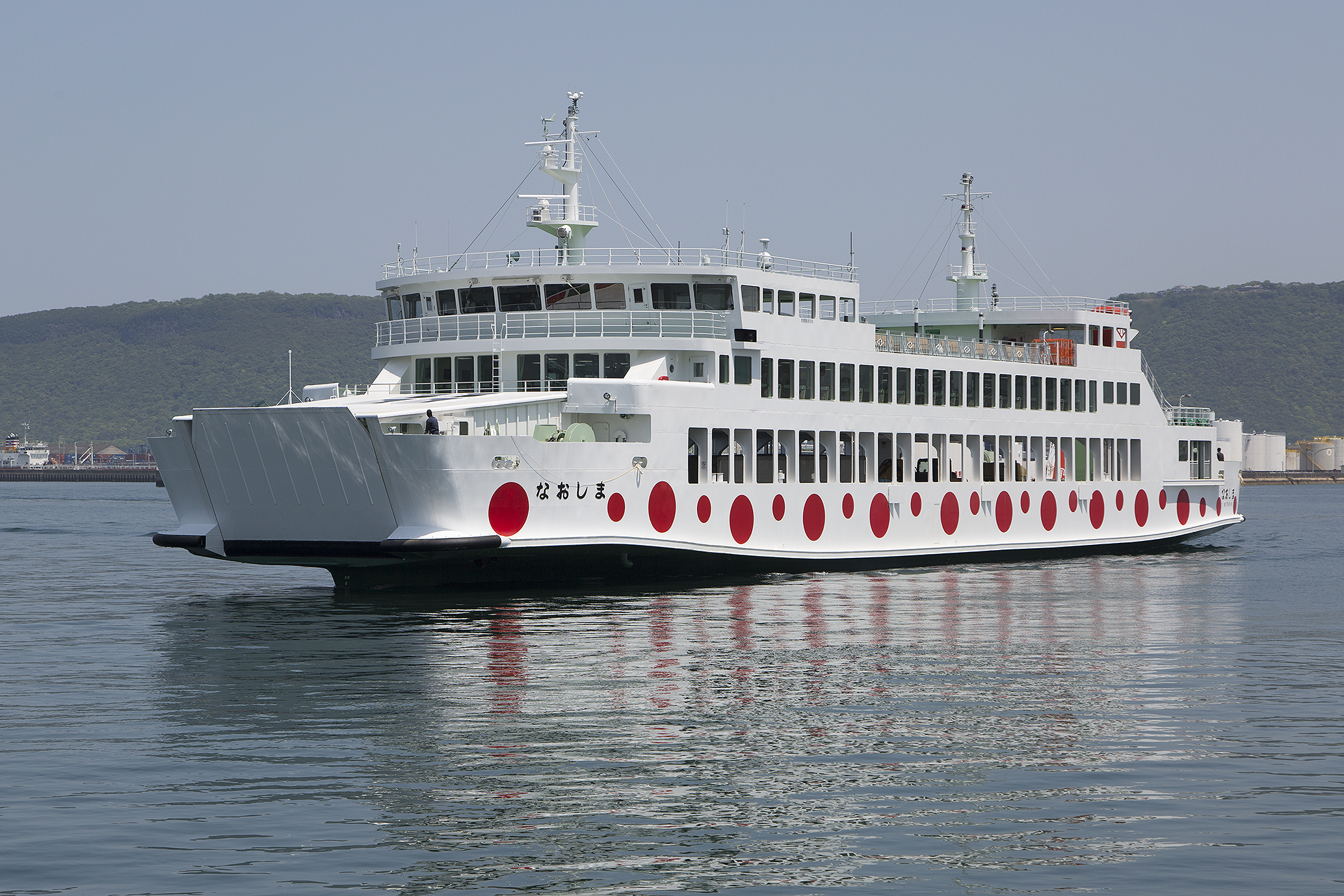
なおしま（4代）
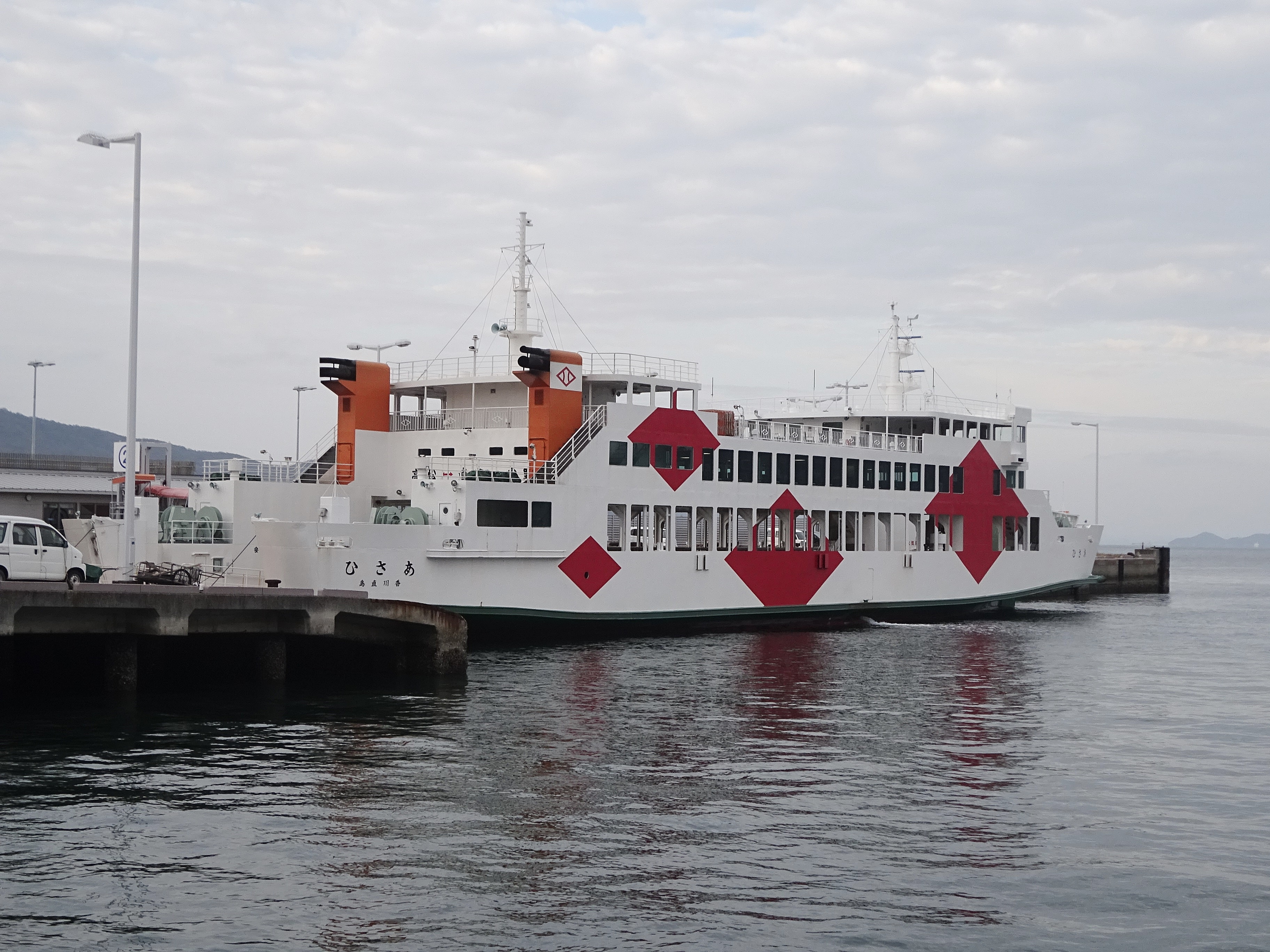
あさひ（2代）
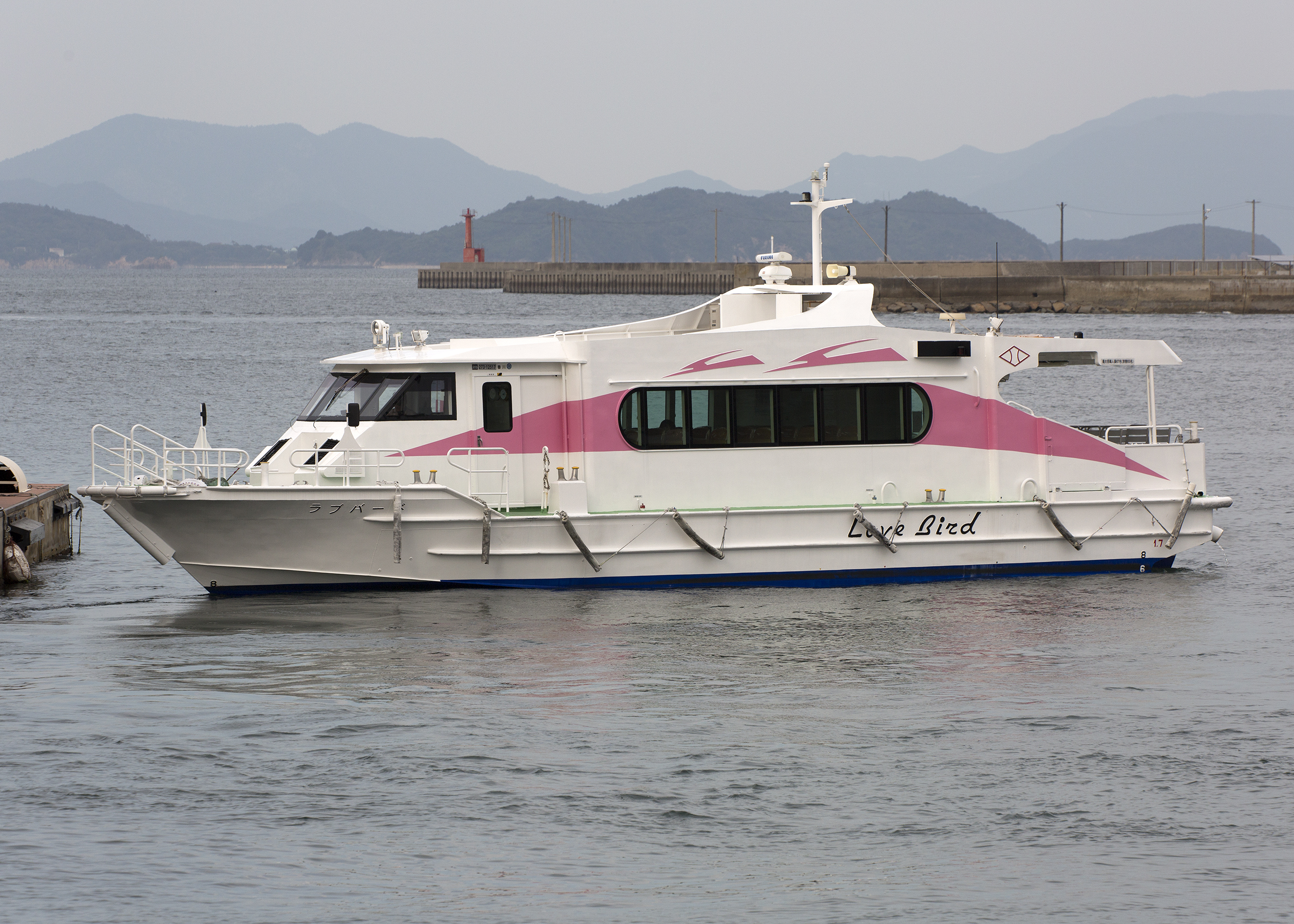
ラブバード
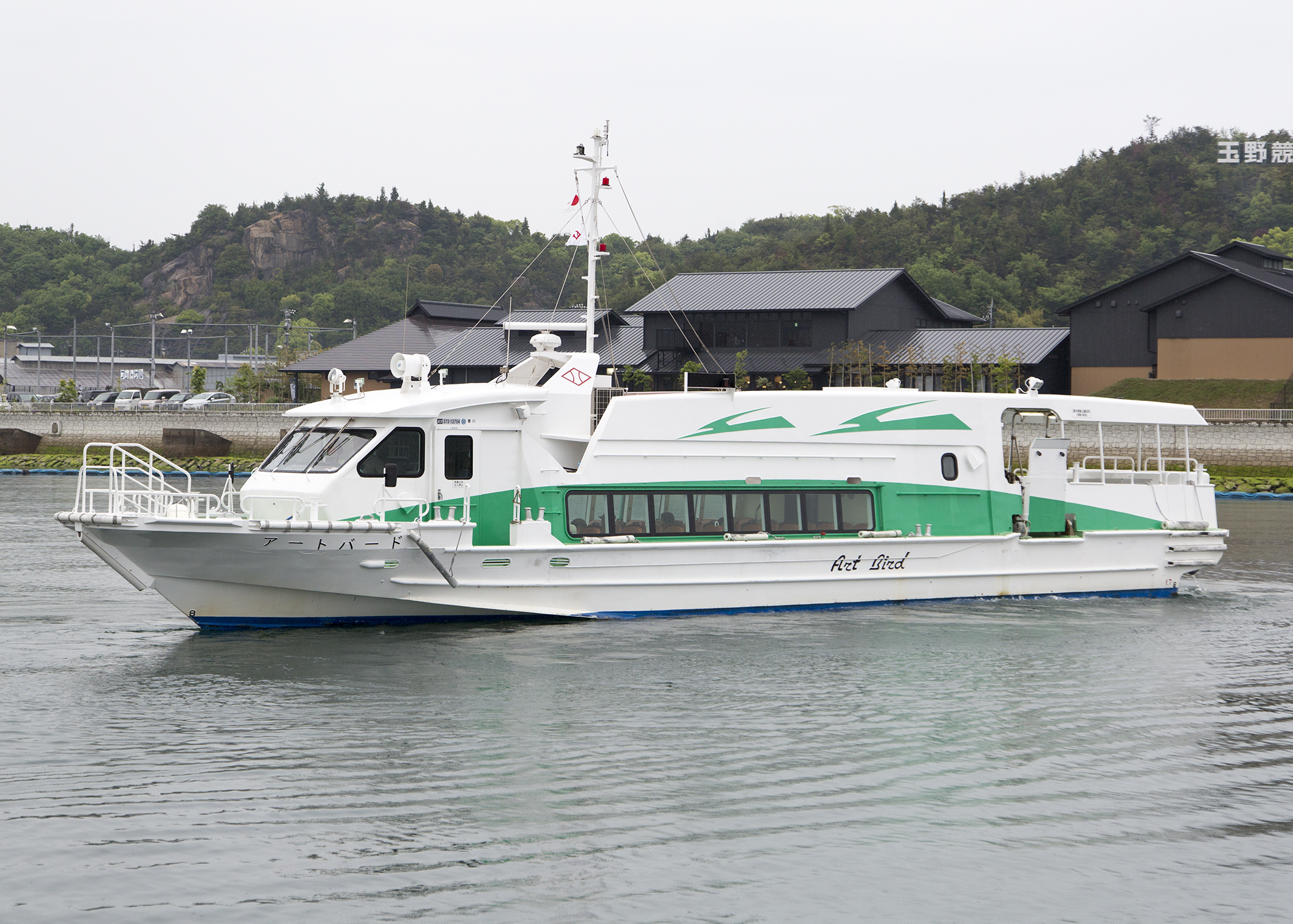
アートバード

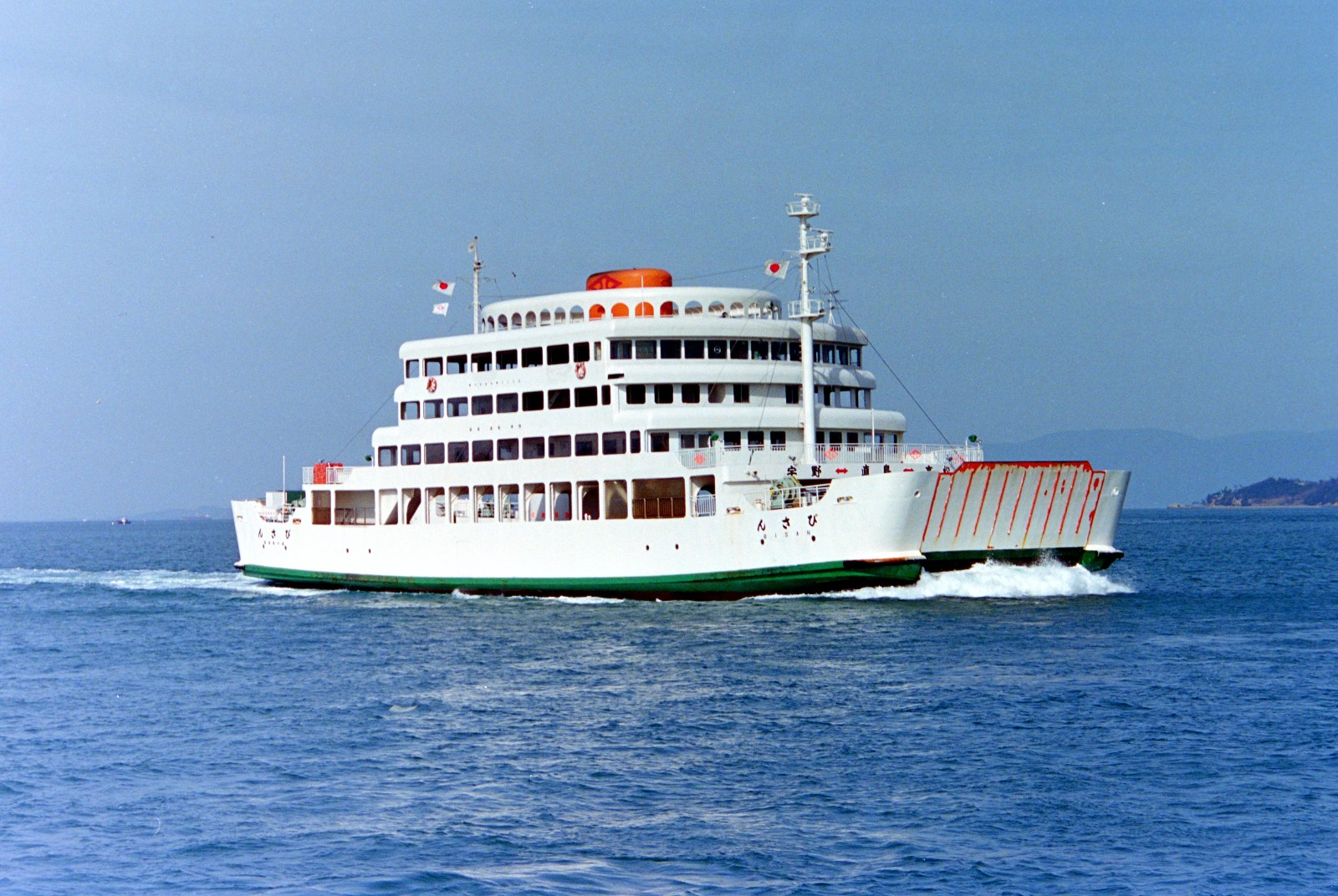
びさん（3代）
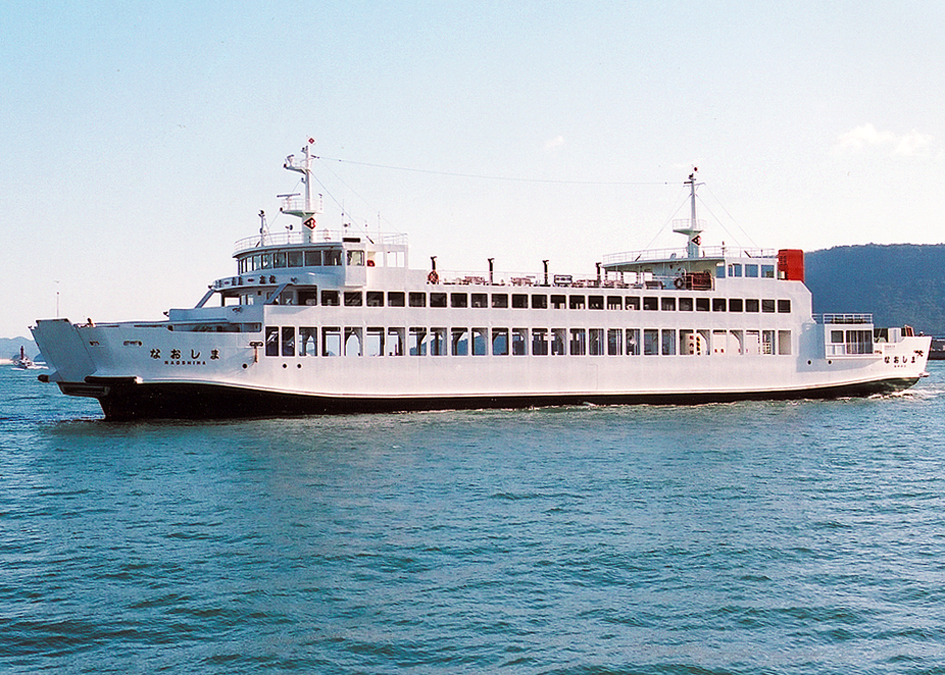
なおしま（3代）
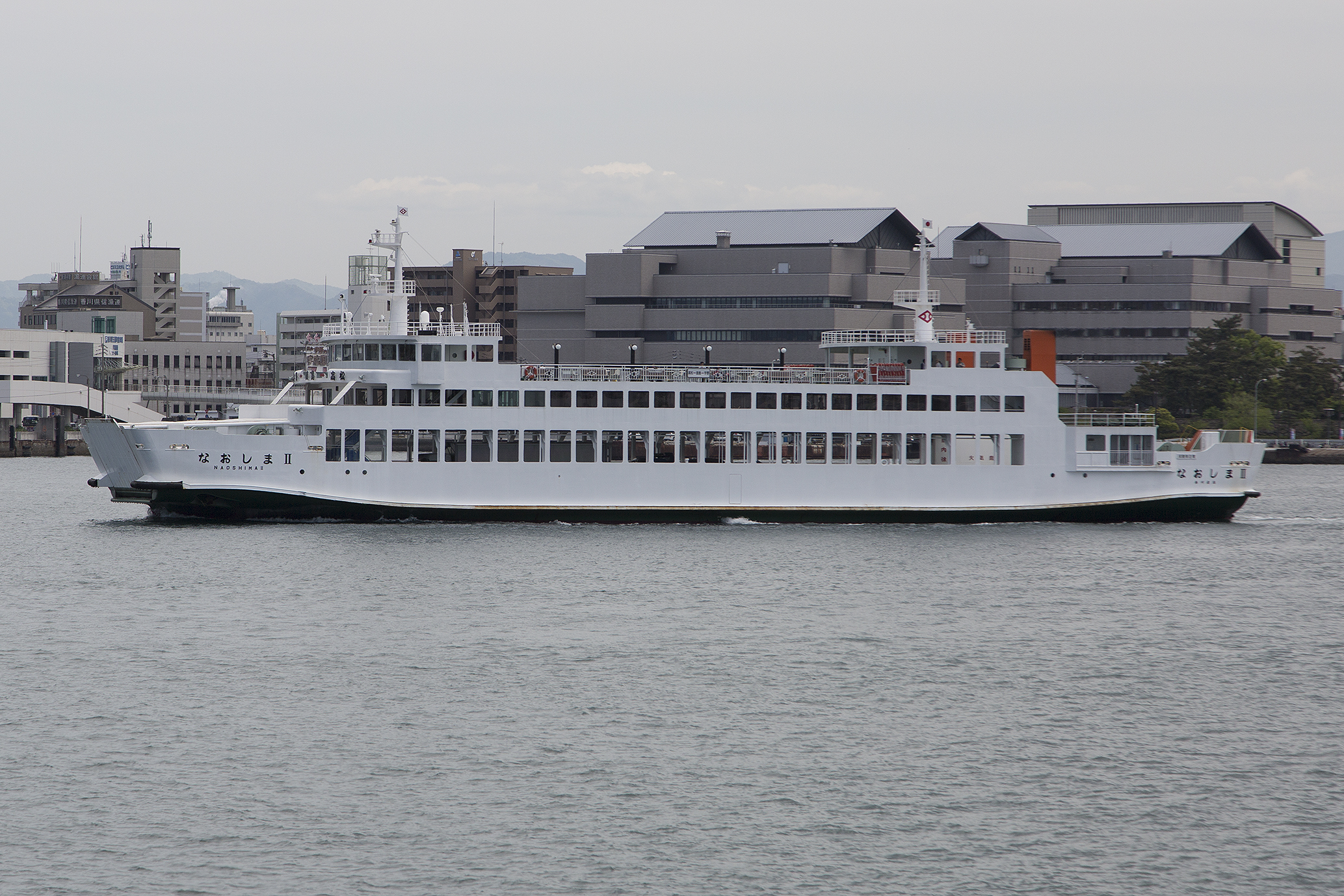
なおしまII
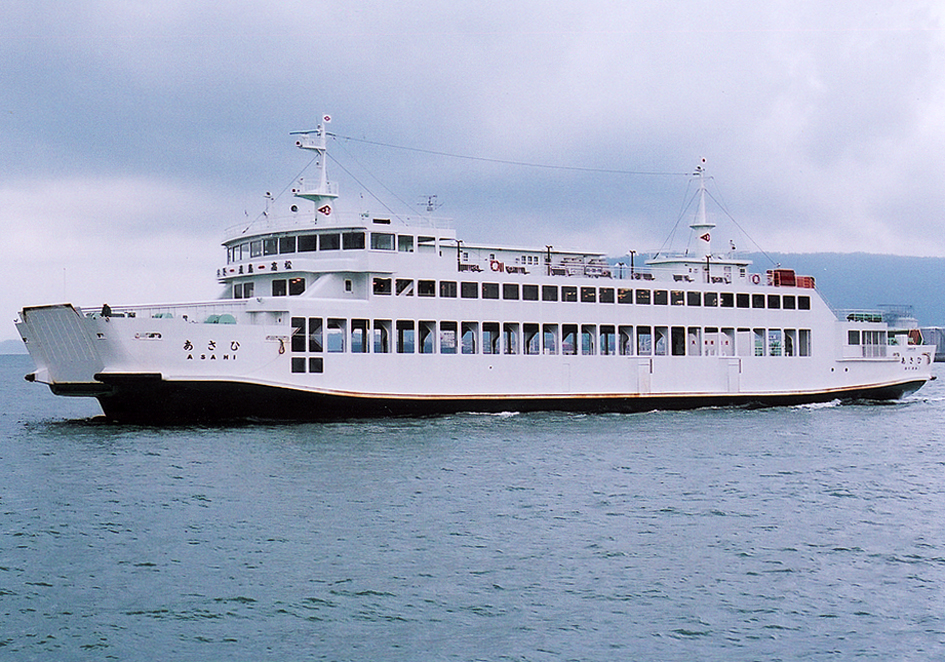
あさひ（初代）
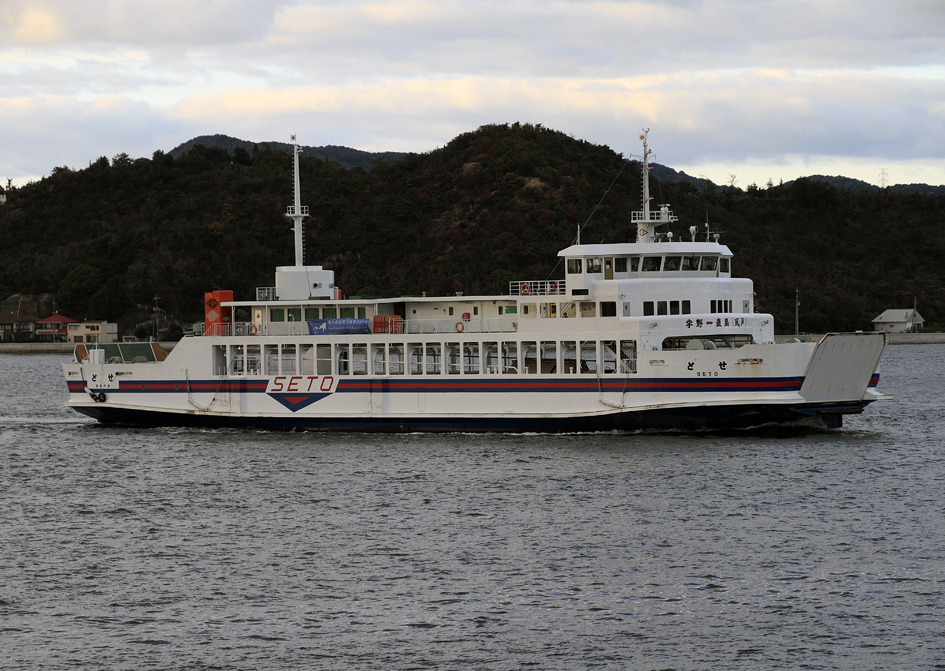
せと（4代）
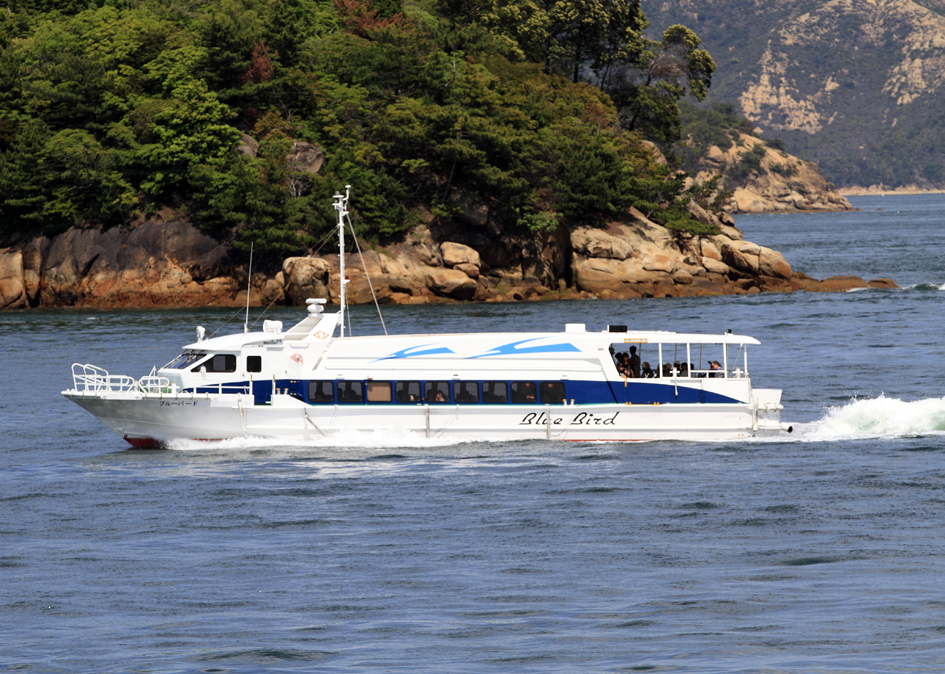
ブルーバード
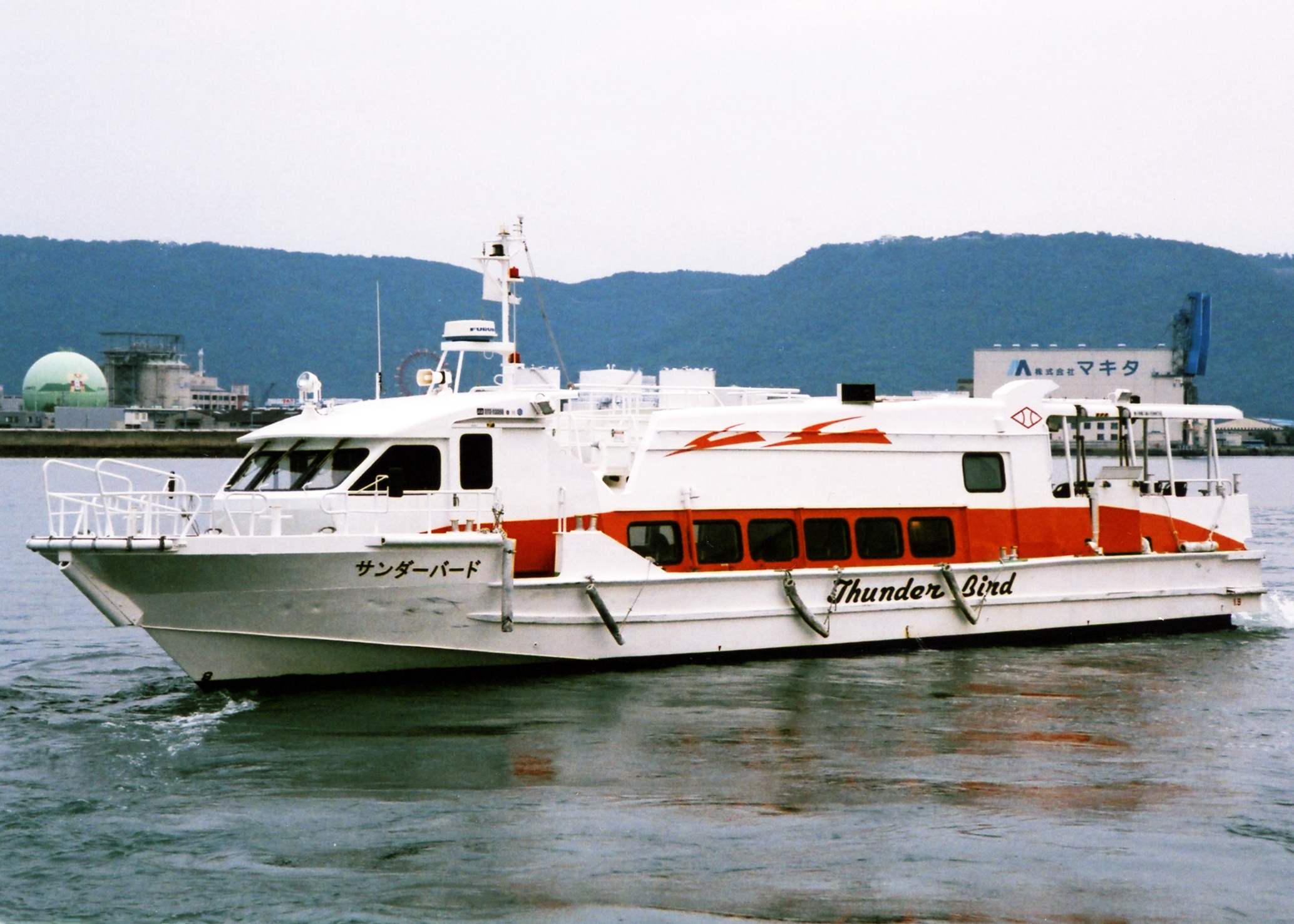
サンダーバード

- 宇野港 - 直島（宮浦）

所要15分。1日4往復（季節便・深夜便含む）を運航する。
- 宇野港 - 直島（本村）

所要20分。1日5往復を運航する。

### 高速船
- 高松港 - 直島（宮浦）

所要25分、3月から11月までの金・土・日祝のみ1日4往復（季節便含む）を運航する。
- 直島（宮浦）- 豊島（家浦）- 犬島

所要55分（直島 - 豊島間22分、豊島 - 犬島間25分）。1日3往復（1往復は豊島に寄港しない）、月・火曜は運休。ただし12月1日～2月末日の水・木曜は直島 - 豊島のみ2往復を運航。
瀬戸内国際芸術祭に合わせて臨時航路として2010年7月19日より運航を開始した。芸術祭終了翌日の同年11月1日より直島 - 犬島の直行便として運航を継続。同12日より豊島経由に再変更し定期航路化した。

## 船舶
カーフェリー3隻、旅客船4隻を保有している。旅客船については共通運用であるが航路により運賃の扱い方が異なっており、宇野航路は旅客船として運航され運賃はフェリーと同額であるが、高松航路や犬島航路では高速船扱いとなり急行料金が加算される。

### 就航中の船舶

#### フェリー
- なおしま（4代）

2015年5月1日就航、藤原造船所建造
1,099総トン、航海速力12.0ノット、全長74m、全幅15m、定員500名、バス12台または乗用車61台
- あさひ（2代）

2018年3月16日就航、藤原造船所建造
987.00総トン、全長74m、最大幅15m、主機関馬力1,800×2、航海速力14.8ノット、旅客定員500名、積載可能車両数 乗用車61台又はバス12台。
- せと[2]（5代）

2022年7月4日竣工、同19日就航、藤原造船所建造
987総トン、全長67.61m、幅15m、ディーゼル2基、機関出力3,200ps、航海速力14.5ノット、旅客定員500名、乗用車61台又はバス12台。「なおしま」、「あさひ」同様百貨店髙島屋の子会社髙島屋スペースクリエイツが内装を手がけている。通常風戸航路に配船されているため本船が高松港に入港することは極めて少ない。

#### 旅客船
- THUNDER BIRD

2024年11月就航、ツネイシクラフト&ファシリティーズ建造
19総トン、航海速力25ノット、旅客定員80名
- ラブバード

2008年7月就航、常石林業建設建造
19総トン、航海速力25ノット、旅客定員65名
- アートバード

2010年5月就航、常石林業建設建造
19総トン、航海速力30ノット、旅客定員80名
- RED BIRD

2018年9月就航、ツネイシクラフト＆ファシリティーズ建造
61総トン、航海速力24ノット、旅客定員96名
- なおしま（4代）
- あさひ（2代）
- ラブバード
- アートバード

### 過去の船舶

#### フェリー
- せと[3]（初代）

1966年3月竣工、檜垣造船建造。引退後、備讃フェリーに売船。
193.76総トン、全長32.15m、型幅8.00m、型深さ2.80m、ディーゼル1基、機関出力500ps、航海速力10.49ノット
旅客定員240名
- びさん[5]（初代）

1968年7月竣工、西大寺造船建造、引退後、備讃フェリーに売船、「はつひろ」に改名。
172.00総トン、全長34.30m、型幅8.00m、型深さ2.80m、ディーゼル1基、機関出力650ps、航海速力11.5ノット
旅客定員150名、大型トラック6台
- しこく[6]

1970年9月竣工、西大寺造船所建造。引退後、九島農業協同組合に売船、「第二十八くしま」に改名、1988年廃船・解体。
167.14総トン、登録長28.20m、型幅8.00m、型深さ2.80m、ディーゼル1基、機関出力550ps、航海速力10.5ノット
旅客定員240名、トラック3台、乗用車10台
- せと[7] (2代)

1960年4月竣工、1972年11月就航（買船）、金指造船建造、もと東京湾フェリー「くりはま丸」、1984年日本船舶明細書より削除。
479総トン、全長46.3m、幅12.1m、ディーゼル2基。機関出力1,100ps、航海速力12.5ノット、旅客定員700名、乗用車15台
- なおしま[7]（初代）

1965年7月竣工、1972年11月就航(買船)、金指造船建造、元東京湾フェリー「きさらづ丸」、1987年日本船舶明細書より削除。
497.72総トン、全長49.75m、幅13.4m、ディーゼル2基、機関出力1,400ps、航海速力13ノット、旅客定員700名、乗用車45台
- びさん[7]（2代）

1980年9月竣工・就航、藤原造船所建造、1985年インドネシアに売船。
565.23総トン、全長54m、幅16.2m、ディーゼル2基、機関出力3,200ps、航海速力11.5ノット、旅客定員300名、トラック22台
- せと[7]（3代）

1982年10月竣工・同11月就航、藤原造船所建造、1998年クロアチアに売船。
695.83総トン、全長57.92m、幅16.7m、ディーゼル2基、機関出力3,200ps、航海速力12ノット、旅客定員350名、トラック22台
- びさん[7]（3代）

1985年3月竣工・就航、藤原造船所建造、2001年日本船舶明細書より削除。
693総トン、、全長57.67m、幅16.8m、ディーゼル2基、機関出力3,000ps、航海速力12ノット、旅客定員338名、トラック23台
- なおしま[7]（2代）

1981年10月竣工、1990年就航(買船)、藤原造船所建造、元国際フェリー「第二十一こくさい丸」、1997年日本船舶明細書より削除。
649.22総トン、全長54.75m、幅13m、ディーゼル1基、機関出力2,800ps、航海速力13.5ノット、旅客定員490名、乗用車20台、トラック10台
- なおしま（3代・2014年10月からは「なおしまII」）

1995年10月就航、藤原造船所建造。2014年10月、船名を「なおしまII」に変更。2015年4月30日引退、2015年5月、インドネシアに売船され「Naraya」。
998総トン、航海速力14.0ノット、旅客定員450名、トラック24台またはバス12台または乗用車61台
- あさひ（初代）

1998年9月就航、藤原造船所建造。2017年、船名を「あさひII」に変更。2018年3月引退、その後タイに売船され「SEATRAN FERRY 11」。
宇野 - 直島 - 高松航路。総トン数998t、航海速力14.0ノット、旅客定員450名、トラック24台
- せと（4代・2021年10月からは「せとII」）

2003年9月就航、藤原造船所建造。2021年10月、船名を「せとII」に変更。2022年7月引退その後フィリピンに売船され「M/V filipinas ubay」
559総トン、航海速力14.0ノット、旅客定員400名(建造時93名)、トラック20台

#### 旅客船
- 第五香川丸[8]

1932年4月進水、木造。
27.16総トン、焼玉機関、機関出力43ps、航海速力6ノット、旅客定員66名。
- 第二備讃丸[9]

1932年12月進水、三原造船所建造。
91.88総トン、登録長22.86m、型幅4.88m、型深さ2.21m、焼玉機関→ディーゼル、機関出力140ps、最大速力10ノット、旅客定員180名。
- 第三八重島丸[9]

1933年6月進水、三菱重工業下関造船所建造。
60.35総トン、登録長23.15m、型幅3.98m、型深さ1.75m、焼玉機関→ディーゼル、機関出力120ps、最大速力9ノット、旅客定員92名。
- さくら丸[10]

1947年9月進水、木造。
42.00総トン、焼玉機関、機関出力66ps、航海速力7ノット、旅客定員81名。
- いそかぜ[11]

1961年2月進水、幸陽船渠建造。下津商事より用船、もと芸備商船→山陽商船。
63.28総トン、ディーゼル1基、機関出力120ps、航海速力10.00ノット、旅客定員204名。
- かもめ[11]（初代）

1981年9月就航。
19.99総トン、ディーゼル1基、機関出力350ps、航海速力15.00ノット、旅客定員89名。
- らいちょう[12]

1986年8月就航。藤本造船鉄工建造。
19.00総トン、登録長11.9m、型幅4.7m、型深さ1.8m、ディーゼル1基、機関出力450ps、航海速力15.0ノット、旅客定員89名。
- ちどり

旅客定員12名
- つばめ

旅客定員12名
- かもめ（2代）

1987年就航、ニュージャパンマリン建造。下記ブルーバード就航に伴い引退・売却され神戸ベイクルーズ→エスパルスドリームフェリー→網地島ラインと各地を転々とし、旅客船としての最後の働き場であった網地島ラインで「みゅう」として活躍した。2018年3月11日をもって引退、その後愛知県東海市のイーラインに移籍し交通船となっている。
19総トン、航海速力18ノット、旅客定員73名
- ブルーバード

2002年5月就航、常石林業建設建造。2013年4月1日より小豆島豊島フェリーの「マーレてしま」として就航。
現在は、小豆島フェリーの予備船
19総トン、航海速力28.5ノット、旅客定員79名
- サンダーバード

2005年12月就航、常石林業建設建造。2024年11月に「THUNDER BIRD」に置き換えられて引退。
今後は、図書館船ほんのもり号として、運航予定
19総トン、航海速力26.7ノット、旅客定員79名
- びさん（3代）
- なおしま（3代）
- なおしまII
- あさひ（初代）
- せと（4代）
- ブルーバード
- サンダーバード

## アクセス
- 宇野港：JR宇野線・宇野駅下車。両備バス宇野駅下車（岡山駅から玉野渋川特急もしくは国道30号玉野方面行）。
- 高松港：サンポート高松内。JR高松駅、ことでん高松築港駅下車、徒歩。

## 事業所
- 本社：761-3110 香川県香川郡直島町2249番地40
- 統括事務所：760-0019　香川県高松市サンポート8番21号
- 宮浦支店：761-3110 香川県香川郡直島町2249番地40
- 宇野支店：706-0002 岡山県玉野市築港一丁目3番2号
- 風戸支店：761-3110  香川県香川郡直島町宮ノ浦4045